# Синтетическая биология
Синтети́ческая биоло́гия (англ. synthetic biology) — новое научное направление в биологии, занимающееся проектированием и созданием биологических систем с заданными свойствами и функциями, в том числе и не имеющих аналогов в природе.
Одно из принятых международным научным сообществом определений синтетической биологии гласит:
«проектирование и построение биологических модулей, биологических систем и биологических машин или перепроектирование существующих биологических систем для полезных целей».
Функциональные аспекты данного определения берут свое начало в молекулярной биологии и биотехнологии.
Синтетическая биология развивает генную инженерию, переходя от перемещения нескольких генов между организмами к созданию искусственного генома. С 2003 года количество научных публикаций по теме стремительно увеличивается. В перспективе это направление позволяет получение биотоплива из водорослей, бактериального электричества, диагностических препаратов, синтетических вакцин, бактериофагов и пробиотиков для борьбы с инфекциями, повышения продуктивности и устойчивости культивируемых растений и животных.
Помимо практической оценки результатов синтетической биологии существует этический вопрос о том, есть ли у человека право на реализацию искусственной эволюции (ускоренной в миллионы раз в отличие от эволюции естественной) при том, что нет достаточного уровня предвидения последствий.

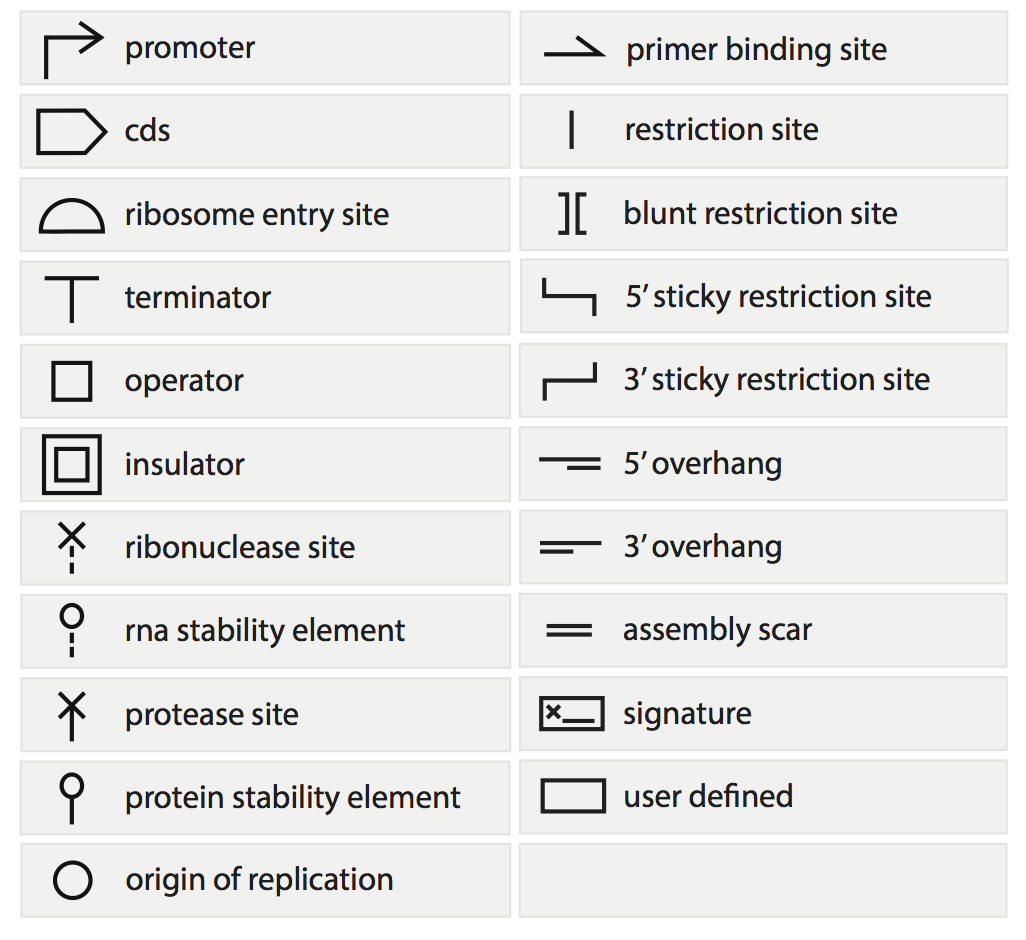
Стандарт визуальных символов Synthetic Biology Open Language (SBOL)

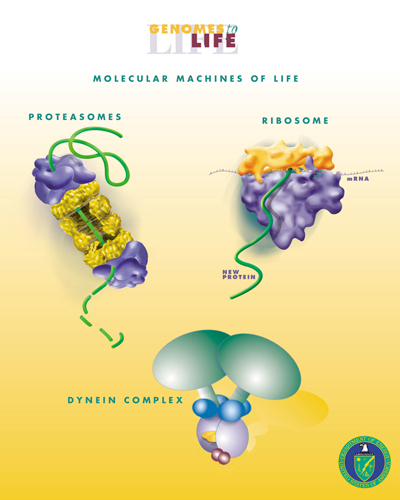
Некоторые биологические молекулярные машины

## История
В 1980 году немецкий биохимик Барбара Хобом использовала термин «синтетическая биология», сообщая о трансгенной бактерии, полученной с помощью технологии рекомбинантной ДНК. Позднее термин встречался в ряде работ середины 1990-х годов, таких, как работы Клауса Концельманна и Матиаса Шнеля по созданию синтетических аналогов геномной одноцепочечной (-)РНК вируса бешенства.
Ведущую роль в развитии синтетической биологии в XXI веке играет американский генетик Крейг Вентер и американский научный институт его имени. В конце 2010 года в Институте Крейга Вентера была создана первая бактерия с полностью синтетическим геномом, которая получила название Mycoplasma mycoides JCVI-syn 1.0 или «Synthia».
В 2006 году инженерами и учеными была основана некоммерческая организация BioBricks Foundation с целью стандартизировать биологические части в данной области науки.
Данные стандартизированные биологические части носят название BioBrick.

## Технологии
Первые успехи синтетической биологии связаны с методом капиллярного секвенирования (например, автоматизированного секвенирования перекрывающихся фрагментов ДНК по методу Сэнгера), однако в дальнейшем использовались методы секвенирования нового поколения, позволяющие намного быстрее и дешевле расшифровывать геном. С другой стороны, химико-ферментный метод синтеза олигонуклеотидов с заданной последовательностью позволил создать гены для трансгенных микроорганизмов, полученных методом генной инженерии. Технология сборки искусственных геномов из полинуклеотидных цепей позволяет обойтись без использования метаболического аппарата дрожжевой клетки, долгое время бывшей необходимой для такой операции.

## Биоэтика и безопасность
Широкое регулирование генной инженерии и исследования патогенов существует во многих странах.

### Европа
Профинансированный ЕС проект SYNBIOSAFE выпустил отчет о том, как управлять синтетической биологией в 2007 году.
SYNBIOSAFE совместно с COSY в октябре 2009 был выпущен 38-минутный документальный фильм для лучшего понимания широкой публикой синтетической биологии и её социальных последствий.

### США
В июле 2009 Комитетом науки, технологии и права Национальной академии был проведен симпозиум "Возможности и вызовы в зарождающейся области синтетической биологии ".

## Перспективы
По мнению известного футуролога Эми Уэбб, синтетическая биология — «это будущее, построенное на самой мощной, жизнеспособной производственной площадке, которую когда-либо имело человечество».